# Psiadia
Psiadia är ett släkte av korgblommiga växter. Psiadia ingår i familjen korgblommiga växter.

## Bildgalleri

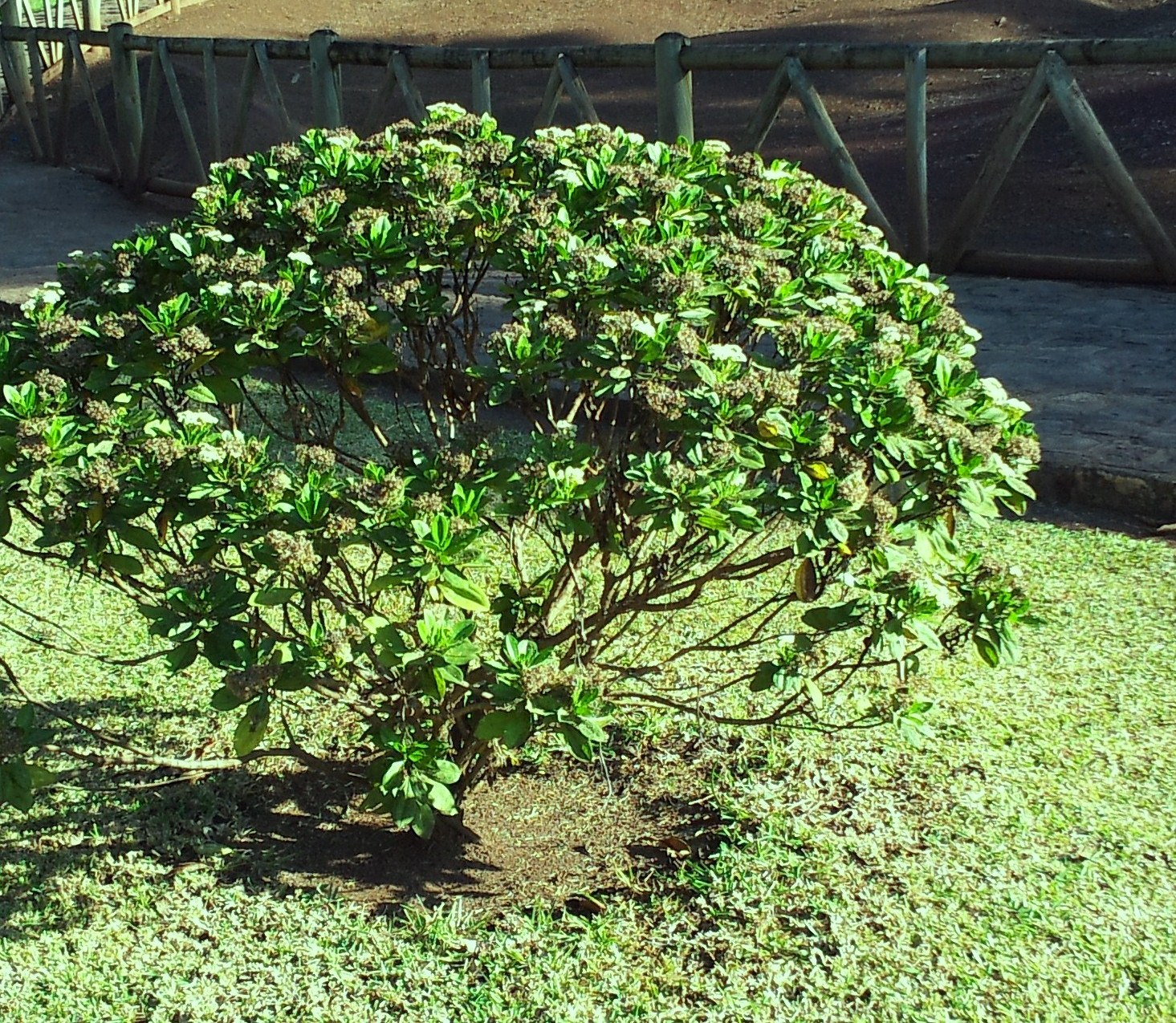
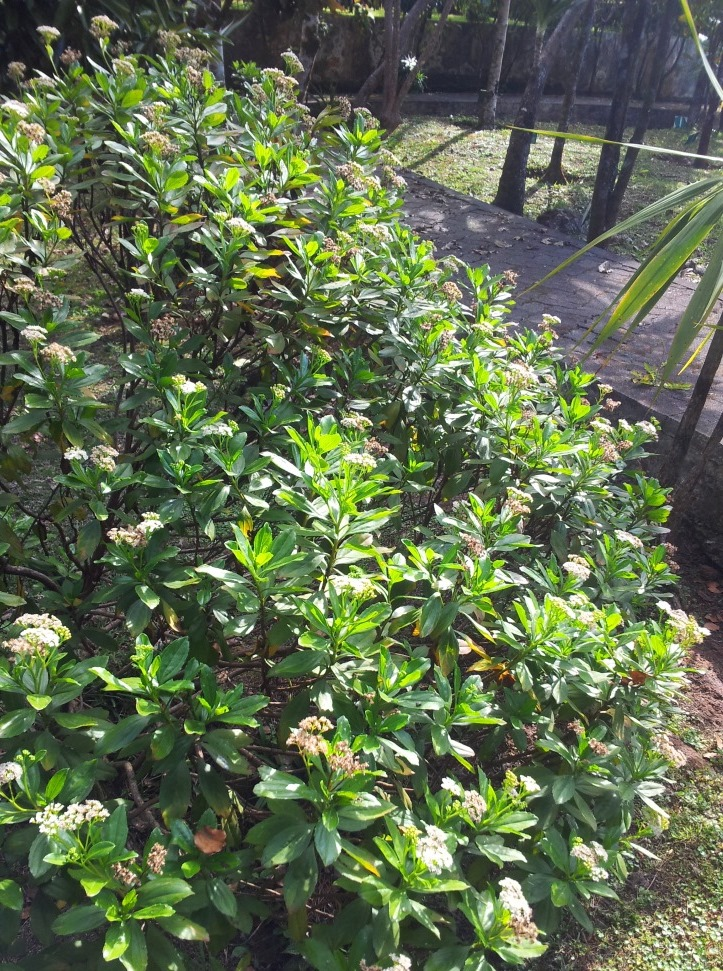
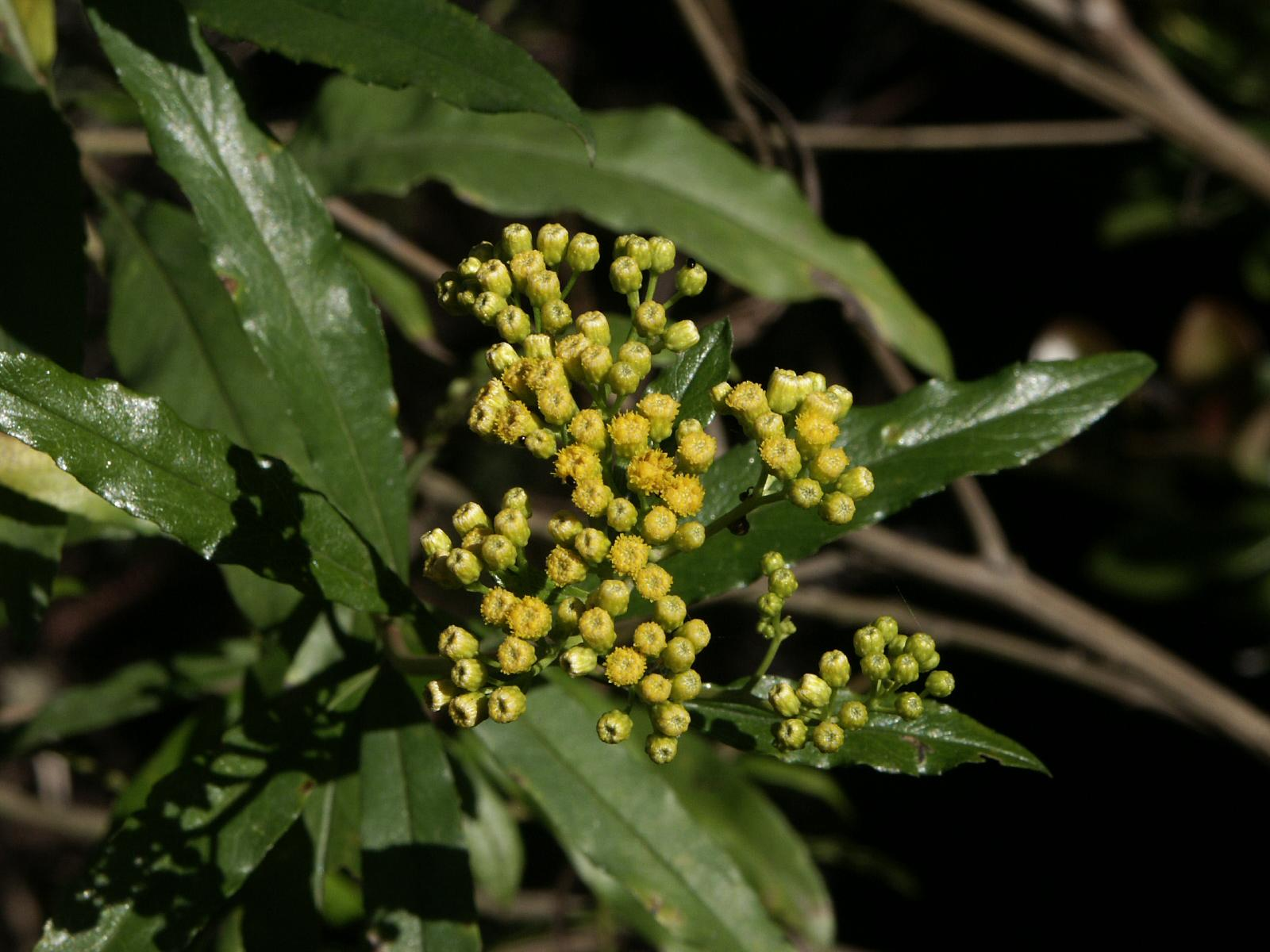
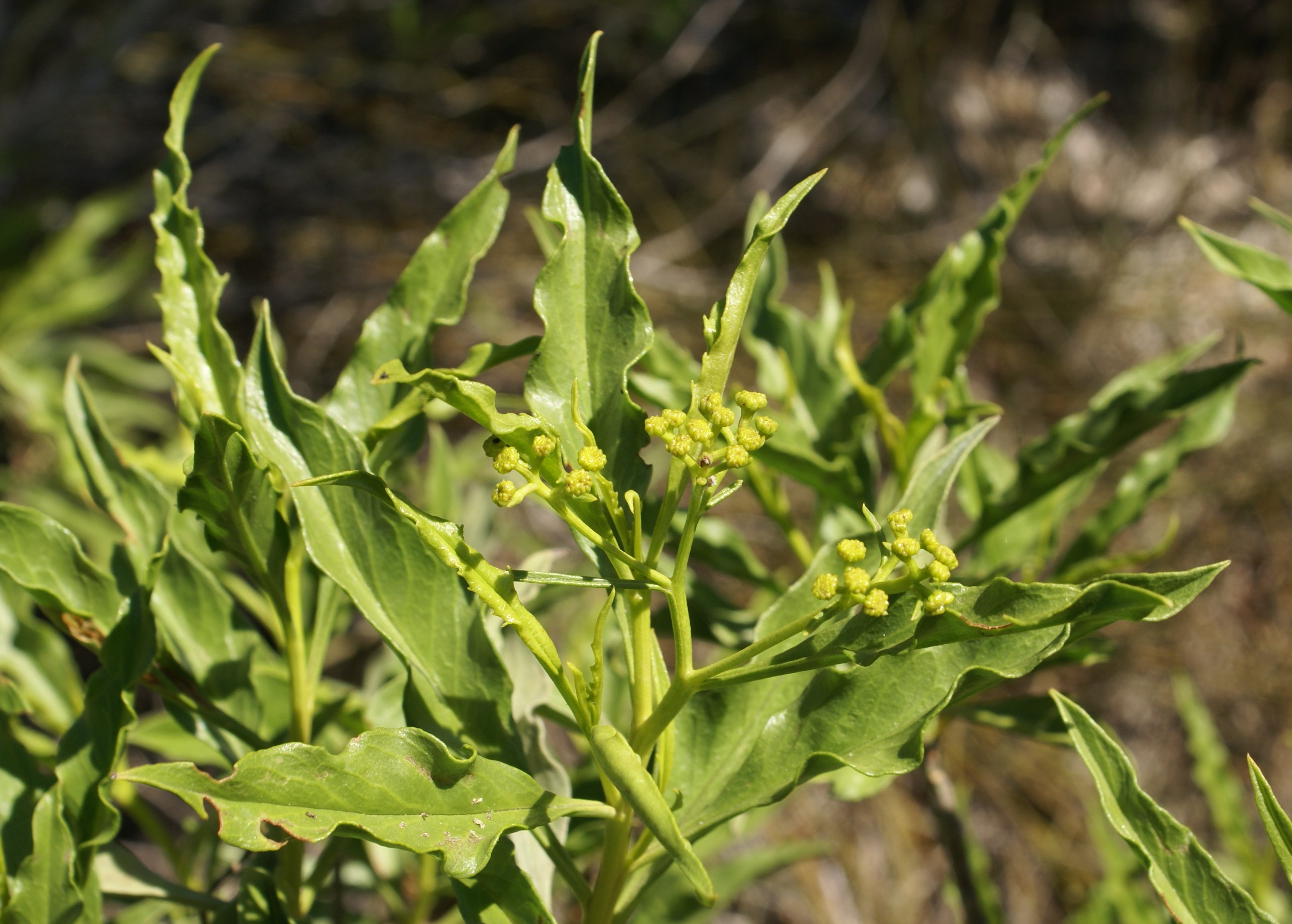
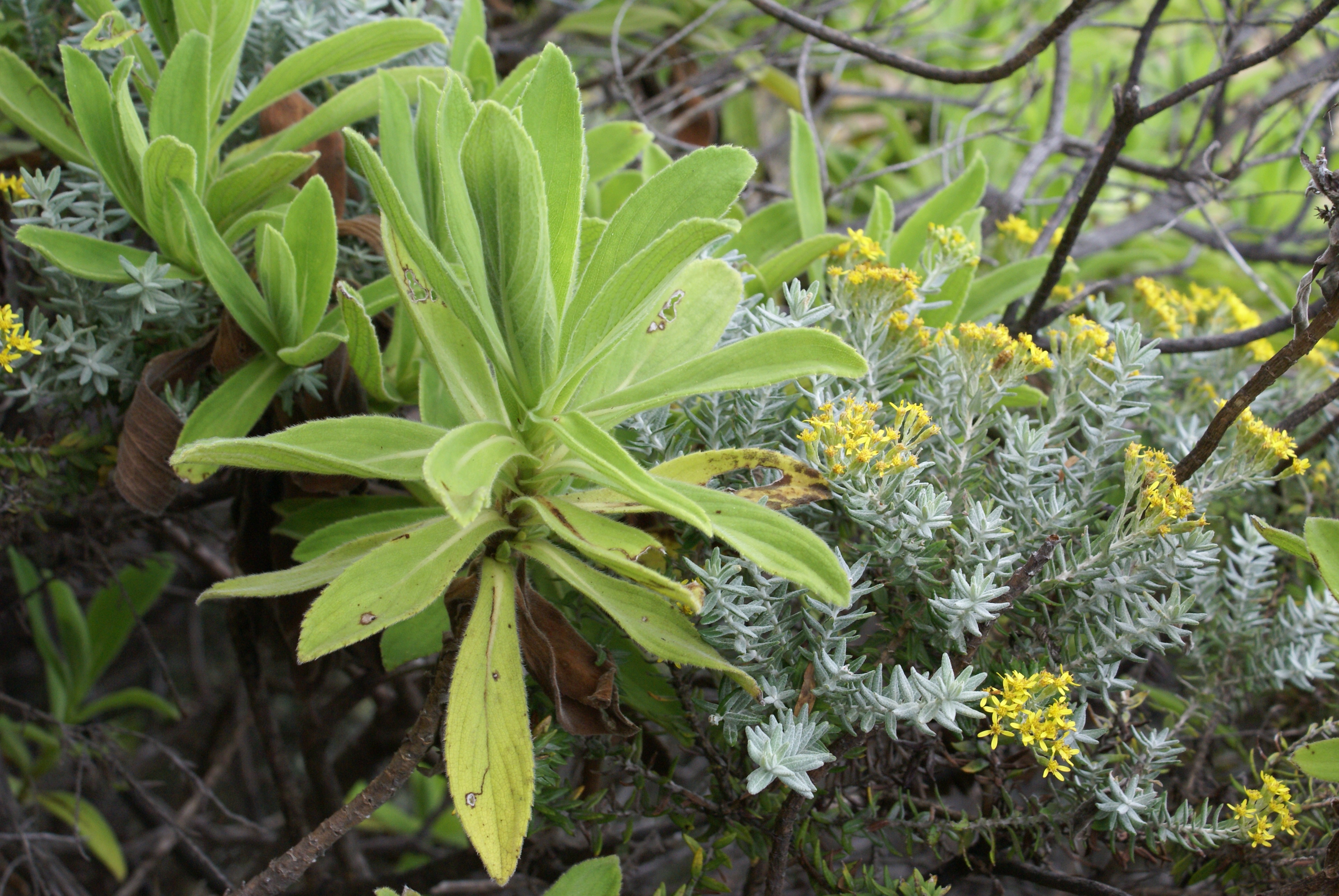
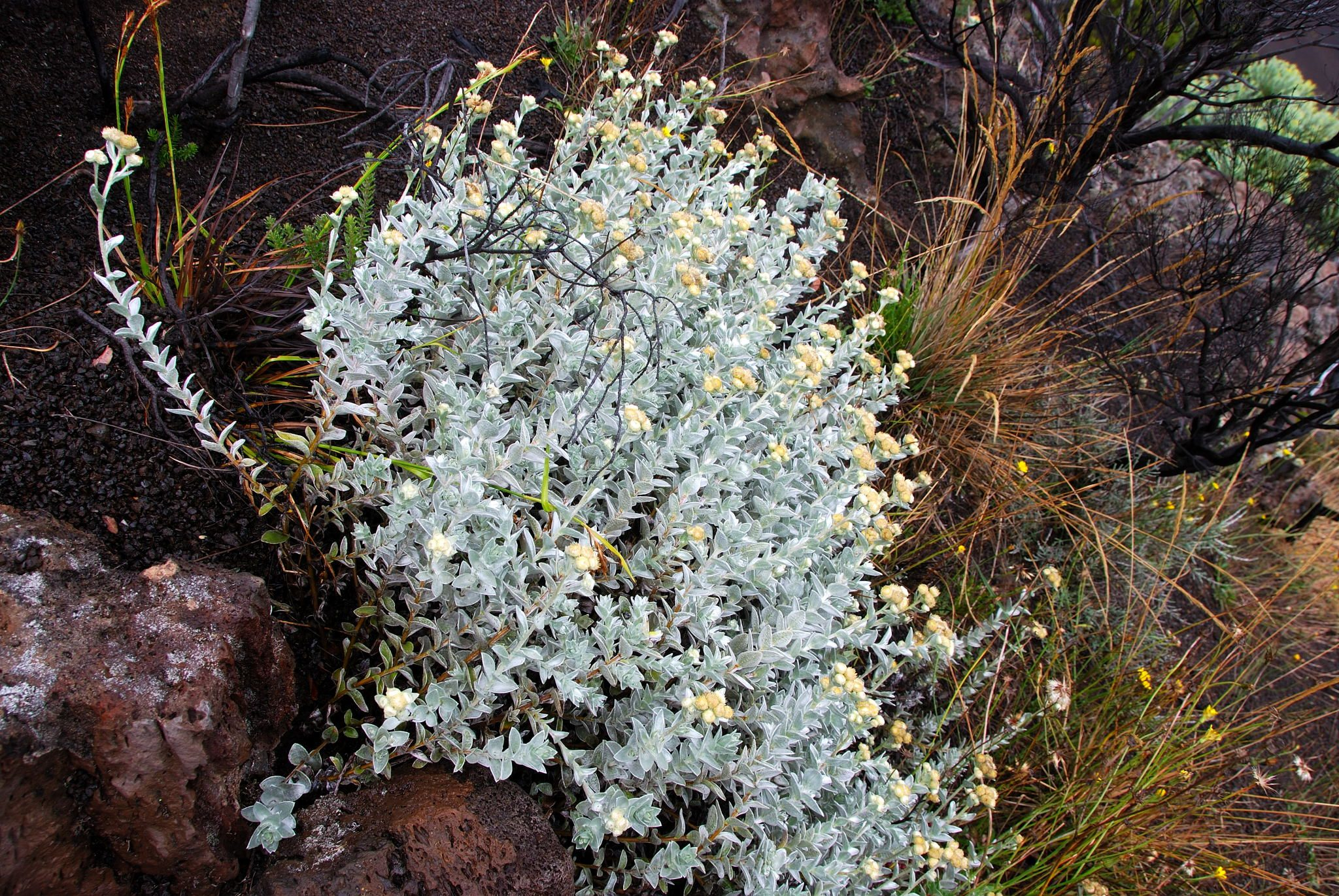

## Dottertaxa tillPsiadia, i alfabetisk ordning[1]
- Psiadia agathaeoides
- Psiadia altissima
- Psiadia amygdalina
- Psiadia anchusifolia
- Psiadia angustifolia
- Psiadia argentea
- Psiadia aspera
- Psiadia balsamica
- Psiadia cacuminum
- Psiadia callocephala
- Psiadia ceylanica
- Psiadia coarctata
- Psiadia coronopus
- Psiadia dentata
- Psiadia dodonaeifolia
- Psiadia dracaenifolia
- Psiadia glutinosa
- Psiadia grandidentata
- Psiadia hendersoniae
- Psiadia hispida
- Psiadia incana
- Psiadia laurifolia
- Psiadia leucophylla
- Psiadia linearifolia
- Psiadia lithospermifolia
- Psiadia lucida
- Psiadia madagascariensis
- Psiadia marojejyensis
- Psiadia melastomatoides
- Psiadia minor
- Psiadia mollissima
- Psiadia montana
- Psiadia nigrescens
- Psiadia pseudonigrescens
- Psiadia punctulata
- Psiadia retusa
- Psiadia salviifolia
- Psiadia sericea
- Psiadia serrata
- Psiadia trinervia
- Psiadia vernicosa
- Psiadia viscosa
- Psiadia volubilis